# Papegai

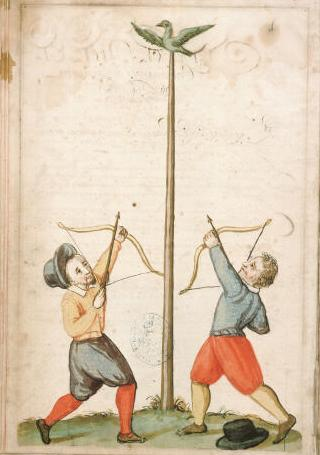
Archers lors du jeu du papegai à Avignon au XVIIe siècle.

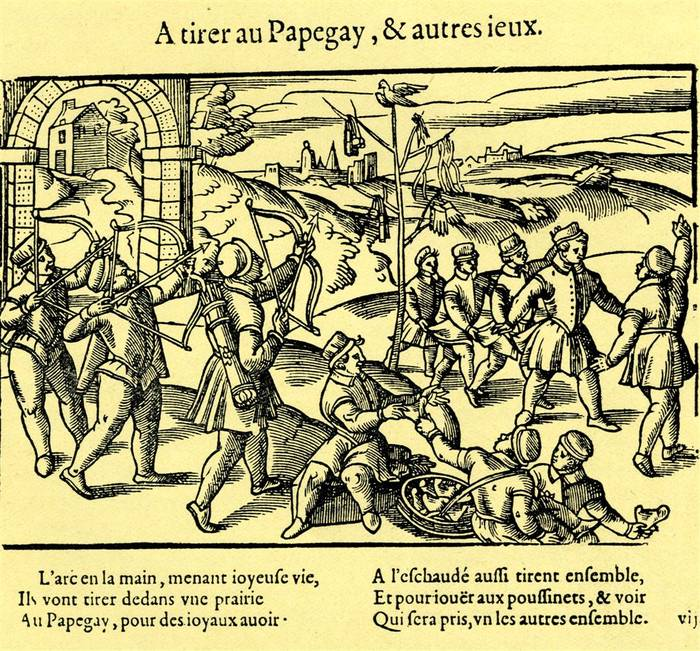
Le jeu du papegai en Anjou à l'époque de la Renaissance.

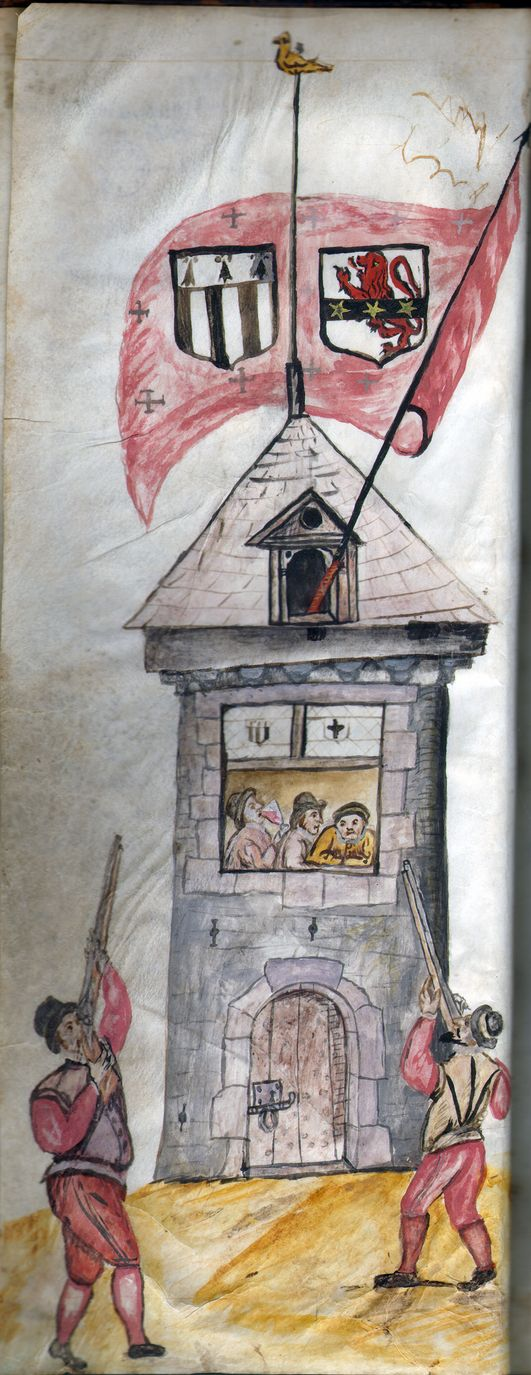
Arquebusiers lors du jeu du papegai à Rennes en 1532.

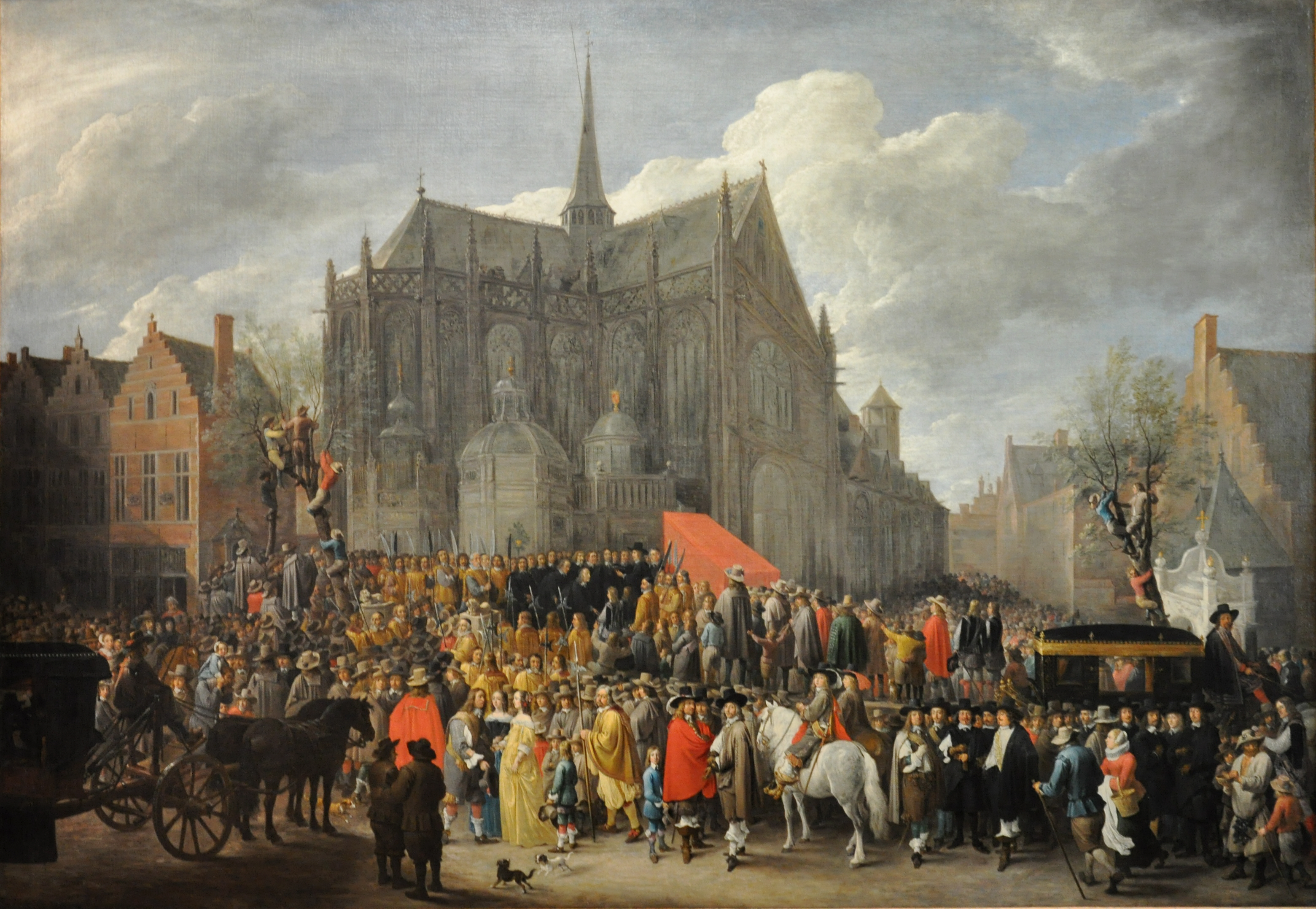
Le jeu du papegai à Bruxelles en 1652 par David Teniers le Jeune.

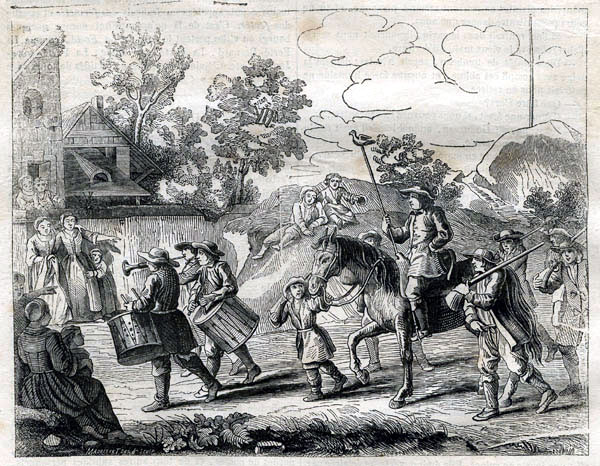
Retour du vainqueur du jeu du papegai par Pierre-Jean Mariette (XVIIIe siècle).

Le papegai ou papegault, selon les régions, est un mot en ancien français qui désigne un oiseau apparenté au perroquet. 
Le terme fut ensuite utilisé pour désigner une cible faite d'un oiseau de bois ou de carton placé au haut d'une perche ou d'un mât, pour des tireurs à l'arc ou à l'arbalète et plus tard à l'arquebuse. 

## Étymologie
Papegai est un mot ancien français (variantes papegeai, papegail, papegault) qui descend du grec byzantin παπαγάς / papagás, lui-même issu de l'arabe ببغاء, babaḡāʾ (« perroquet »). On le retrouve en turc : papağan ; en occitan : papagai ; en catalan : papagall ; en espagnol : papagayo ; en portugais : papagaio ; en italien : pappagallo ; en corse : pappagallu ; en roumain : papagal ; en allemand : Papagei ; en néerlandais : papegaai ; en flamand : papegen ; en danois : papegøje ; en anglais : popinjay ; en écossais : papingo ; en russe : попугай, popougaï.

## Variantes françaises
Papegai
Papegaï, papegay, papeguay, papapegay, papogay
Papegault
Papegau, papegaulx, papegaut, papegaud, 
Autres variantes
Papegant.

## Héraldique
Le terme papegai désigne le perroquet dans la terminologie héraldique des armoiries et blasons.

## Littérature
Le Chevalier au papegau est un récit médiéval anonyme daté de la fin du XIVe siècle ou du début du XVe siècle. Le Chevalier au papegau est un roman tardif de la légende arthurienne rédigé en prose et en vieux français. Il relate les aventures du roi Arthur, représenté sous les traits d'un chevalier errant avec un fidèle compagnon ailé, le papegau, sorte de perroquet.
Le Papegault est nouvelle de Lucien Gillet parue dans Monde et Voyages (N°176 d'août 1938, p.188 à 190)
- Extrait d'un poème de Pierre de Ronsard :Quand le printemps poussoit l'herbe nouvelle

Qui de couleurs se faisoit aussi belle 

Qu'est la couleur d'un gaillard papegay 

Bleu, per, gris, jaune, incarnat et vert-gay.

- Extraits de Gargantua de Rabelais:

Gargantua jouait aussi à la grosse pelote, il luctait, courait, saultait, il tirait au papegay, et trouvait encore le temps de tâter de la balle ou de la paume.

## Le jeu du papegai ou du papegault
Au Moyen Âge, se pratiquait, chaque année, en général au printemps, un jeu du « tir à l'oiseau » également appelé, le « tir du Roy » ou le « tir à l'abat d’oiseau ». Une cible, représentant un volatile, était accrochée en haut d'un mât, d'une longue perche, à la cime d'un arbre ou au sommet d'une tour, ou bien encore dans les douves des châteaux et les fossés des remparts. Le jeu du papegai ou du papegault consistait, pour ceux qui y étaient autorisés, à tirer à l'arc ou à l'arbalète, sur la cible. Ce jeu était organisé par les confréries d'archers, d'arbalétriers, puis d'arquebusiers qui établissaient l'ordre de tir : d'abord l'empereur (s'il y en a eu un l'année passée), le roi du précédent jeu, le capitaine, les officiers, puis les chevaliers par ordre d'ancienneté, enfin les archers, arbalétriers puis arquebusiers par ordre d'ancienneté.
Le vainqueur du tournoi, considéré comme un héros recevait le titre de « Roy »  ou d'« Empereur » ,. Il avait le droit de représenter la confrérie au cours de l'année suivante et recevoir tous les honneurs. Il recevait le « joyau du Roy 
», souvent une timbale gravée à son nom. Il bénéficiait en plus d'exemptions notamment en matière d'imposition, notamment sur le vin : le droit de papegay.  
Les origines de ce jeu médiéval se trouvent parmi les gardes de protection qu'ont les habitants des villes et des villages depuis le XIIIe siècle. Des milices bourgeoises sont constituées afin de protéger les habitants des incursions des soldats de seigneurs rivaux ou de bandes armées et cet exercice de tir constitue un entraînement. 
Dès le XVe siècle, on le trouve en usage dans la plupart des provinces de France, en Anjou, en Auvergne, dans la Bresse, en Bretagne, dans le Dauphiné, en Franche-Comté, en Gascogne, en Lorraine, dans le Lyonnais, en Normandie, en Picardie, en Provence et en Savoie. Des ordonnances ducales rendues en 1407 et 1471 ainsi que la lettre patente du roi Charles IX de France de décembre 1573 relatif aux droits
du jeu de l’arquebuse et arbalète, avaient accordé à celui qui abattrait le papegault l’affranchissement des tailles, aides, dons, emprunts, etc. Le jeu du papegai était également pratiqué dans d'autres pays européens, notamment en Allemagne, en Angleterre, aux Pays-Bas, en Italie et en Suisse.
À la Renaissance, ces milices, organisées militairement en bataillons et en compagnies sont dirigés par des officiers. Le pouvoir royal y trouve d'habiles tireurs entraînés pour ses armées et la défense du territoire notamment à proximité des frontières.
Le papegault de Pontivy est ainsi décrit :

« Le papegault ou papegai est constitué d'un  « oiseau en bois, peint en vert comme un perroquet ou en blanc comme un pigeon ». Cet emblème devient une cible pour les tireurs et permet, grâce aux récompenses attribuées aux meilleurs d'entre eux « de former la jeunesse aux exercices militaires. Mais il ne suffit pas d'amputer le perroquet d'une aile, d'une patte ou d'une cuisse pour gagner. Le prix n'est décerné qu'à celui qui abat l'animal jusqu'au dernier morceau. Le vainqueur, outre la récompense et les divers privilèges promis, porte désormais le titre de  « Roi du Papegault ». »

Le jeu du papegai ou papegault disparut au cours du XVIIIe siècle. Plusieurs raisons à cela, notamment la fin des troubles entre seigneurs, des razzias de bandes armées ; ainsi que la constitution de compagnies de maréchaussée constituées de gens d'armes dénommés sous l'Ancien Régime, gendarmes. Enfin la fin des privilèges accordés au vainqueur de ce jeu d'adresse. Lors de la Révolution française, ce jeu ne se pratiquait plus.
Au cours du XXe siècle, des associations de tireurs ont remis au goût du jour la pratique de ce jeu, notamment en Auvergne, en Bretagne, en Picardie, dans le tir à la sarbacane de la Loire, en Belgique dans la province de Liège, etc.
Selon le site associatif d'un club de pratique de ce sport, un archer qui abat l'oiseau trois années de suite à 50 ou 60 mètres est dénommé Empereur. Son titre est gardé à vie.

## Quelques tours du papegault survivantes
Tours sur lesquelles était dressé un mât auquel était accroché un papegai ou papegault. Ces tours ont gardé, depuis lors, cette dénomination.

Quelques photos de tours de papegault et de papegai
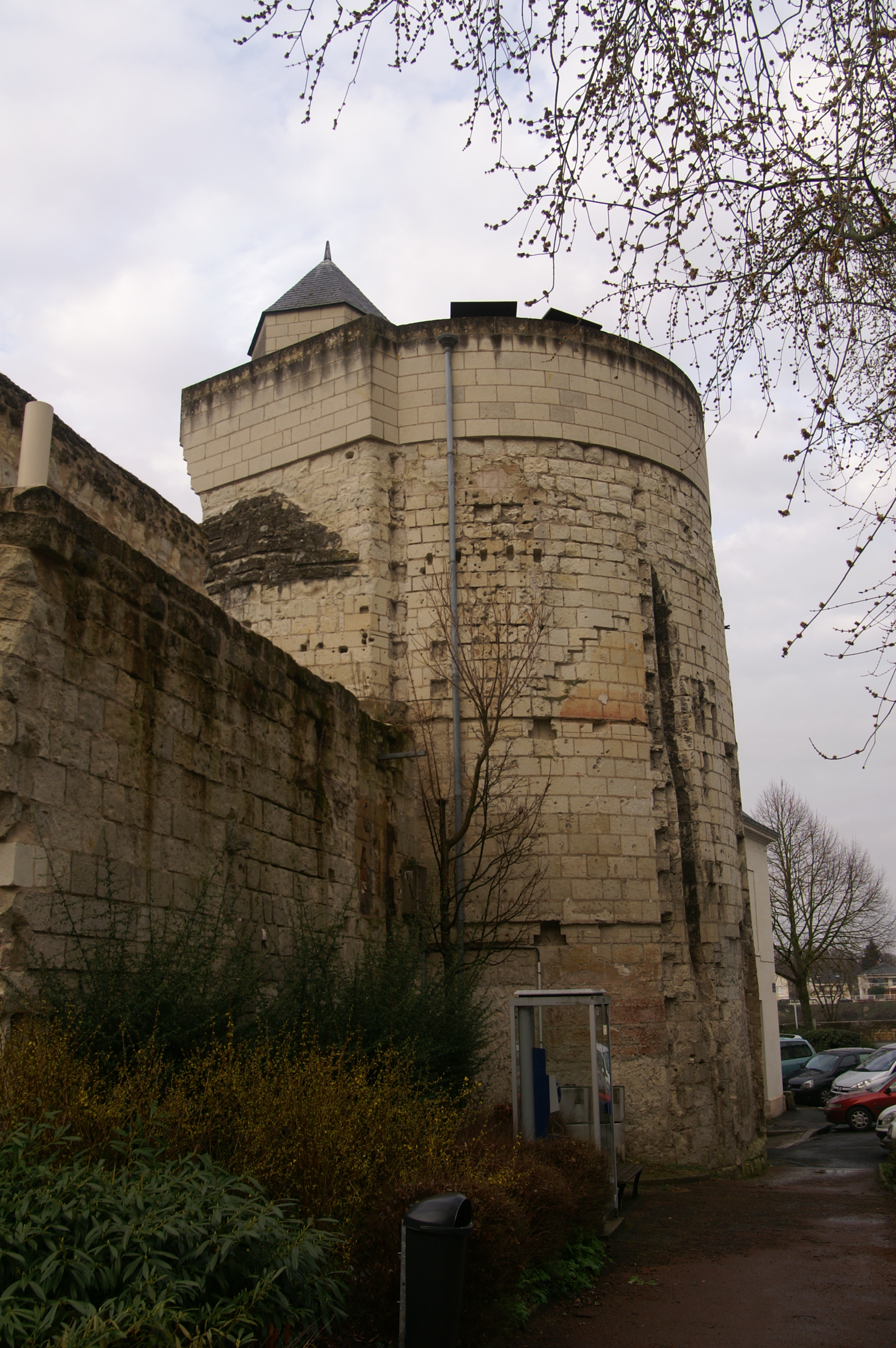
Tour du Papegault à Saumur en Anjou.
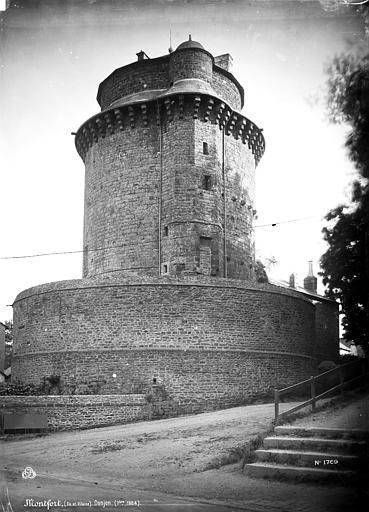
Tour du Papegault à Montfort-sur-Meu en Bretagne.
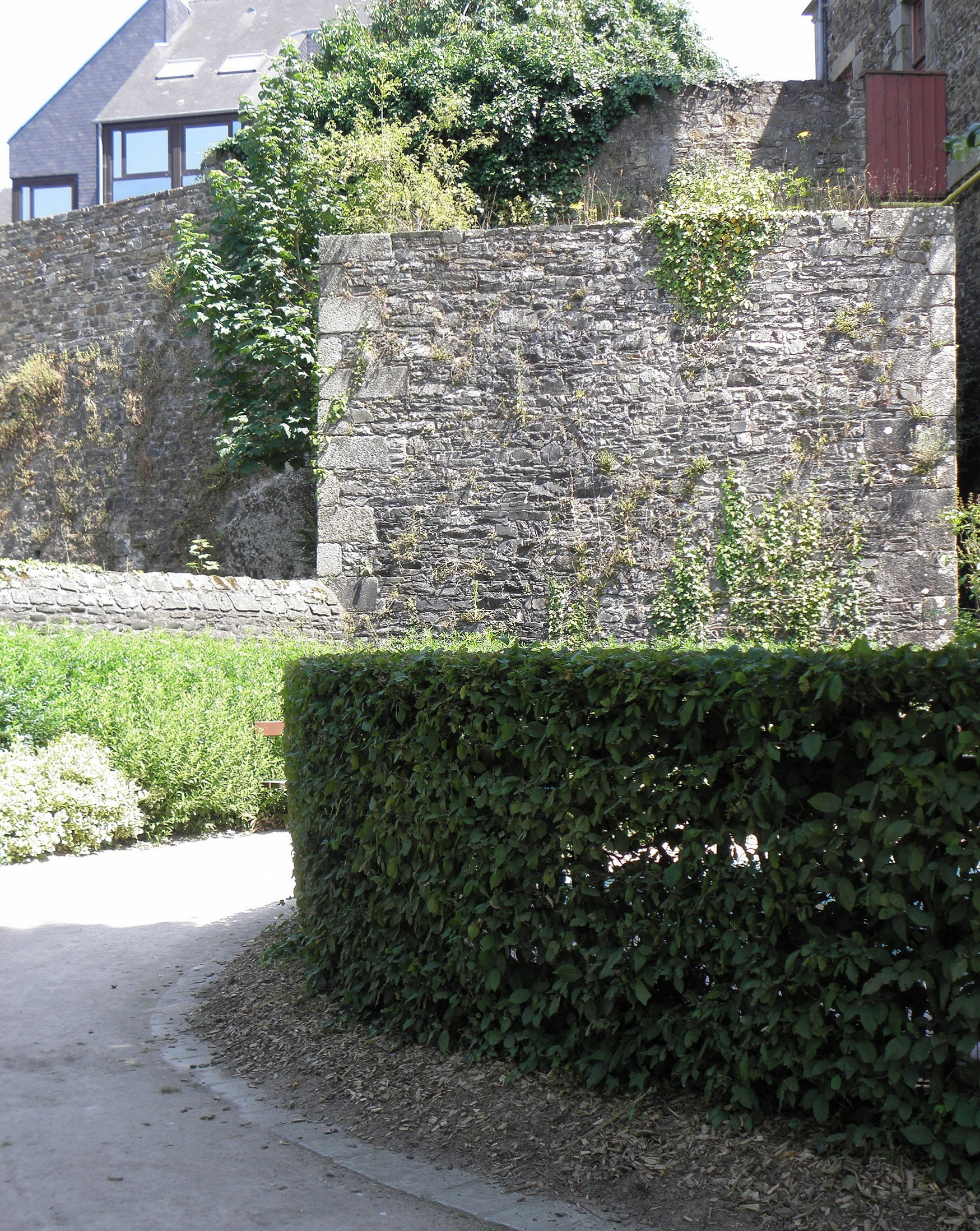
Tour du Papegaud à Fougères en Bretagne.
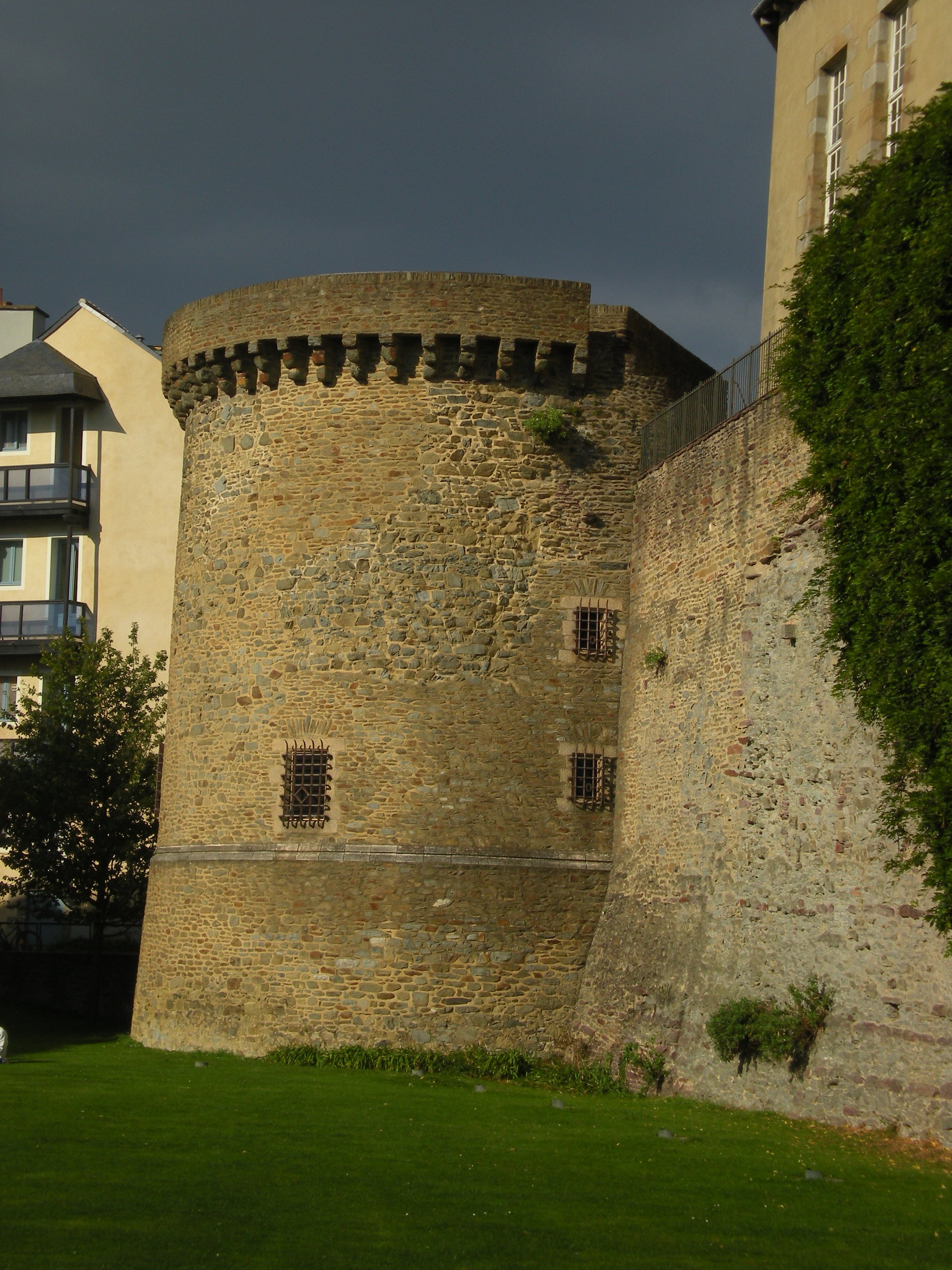
Tour Duchesne à Rennes, en Bretagne.
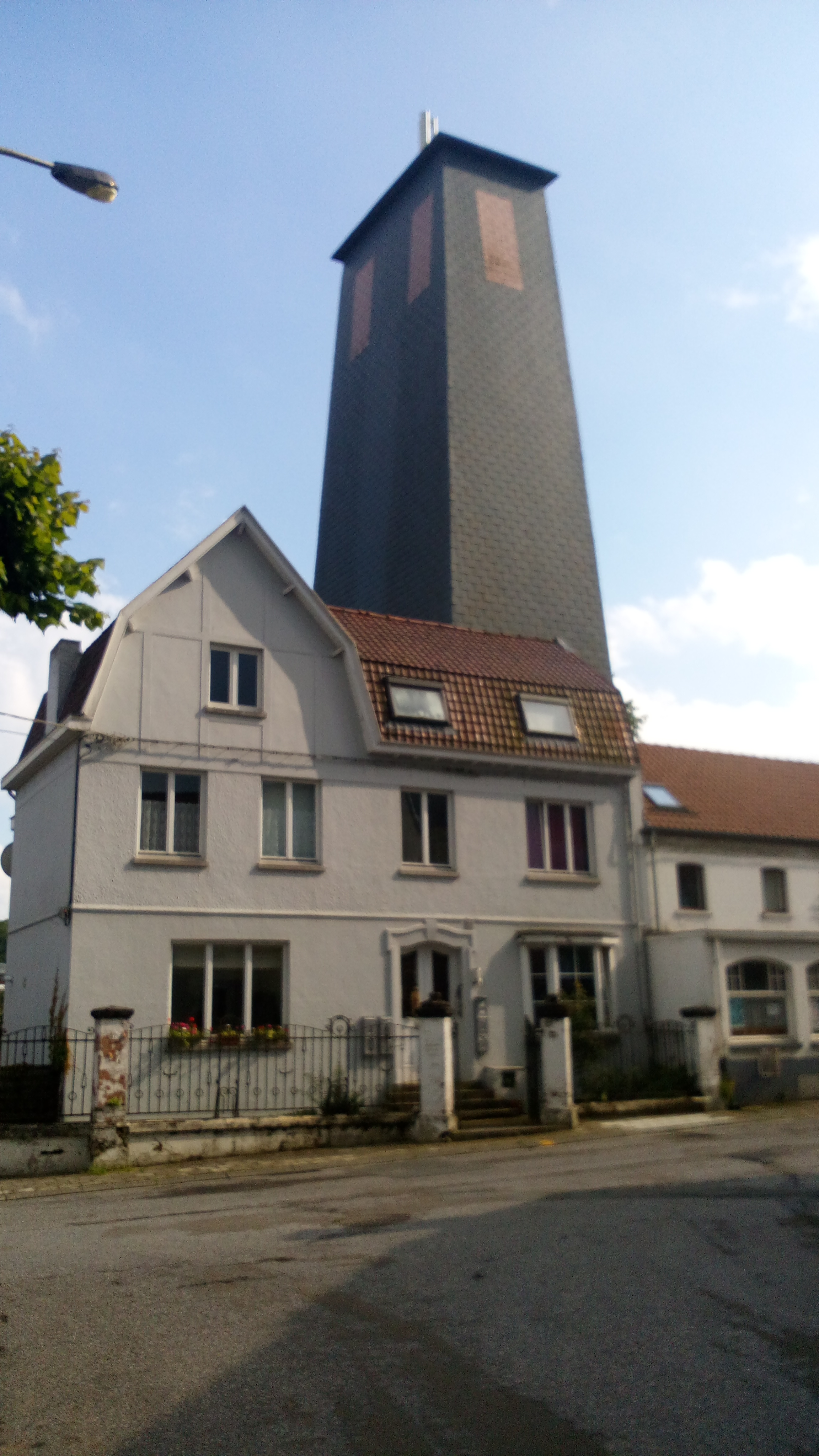
Tour du Tir Sainte-Croix à Genval (Belgique).
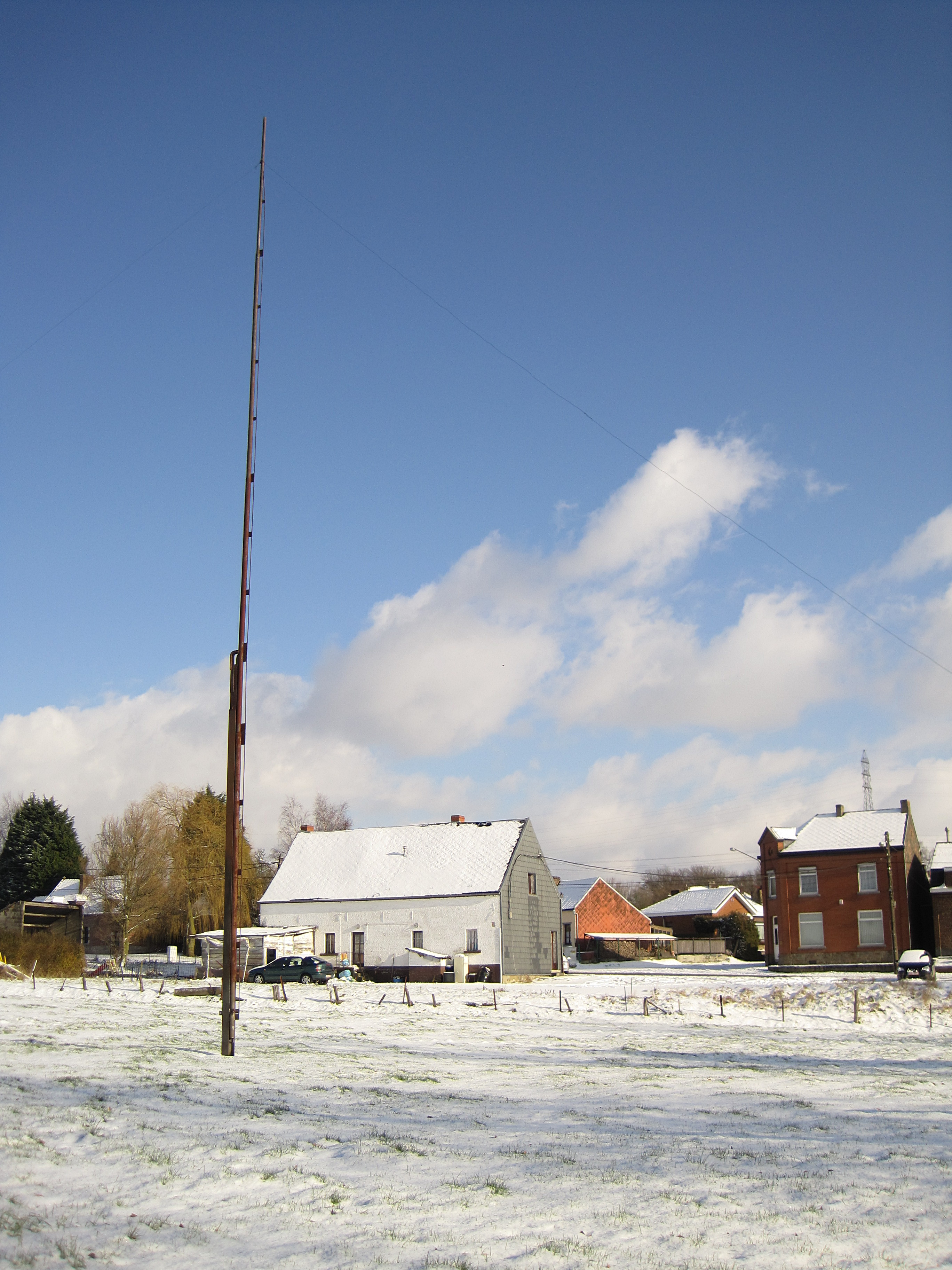
Perche pour le tir à l'arc au Papegai du café "La Perche" (Belgique).

## Célébrations du papegai actuelles

### Belgique
- Fête du roi de l'Oiseau à Schaerbeek (Bruxelles)
- Tir du roi à Genval (commune de Rixensart)
- La FRNAB-KNBBW, Fédération royale nationale des archers de Belgique, a été créée en 1908 et regroupe 220 société de tirs verticales, principalement en Flandre.

### France
- Fête du roi de l'oiseau au Puy-en-Velay (Haute-Loire) : du mercredi au dimanche à mi-septembre (plus de 6 000 personnes costumées).
- Fête de l'Oiseau dans le Pays de Gex, particulièrement à Gex et à Saint-Genis-Pouilly.
- Fêtes du Papogay à Rieux-Volvestre, (Haute-Garonne), ont lieu le 1er week-end de mai tous les ans. Elles existent depuis 1585.
- Fête du papegai à Mécrin (55)
- Fête du papegault à Charolles
- Tir du Papegai à Steenvoorde (arrondissement de Dunkerque)